# Daihatsu Feroza

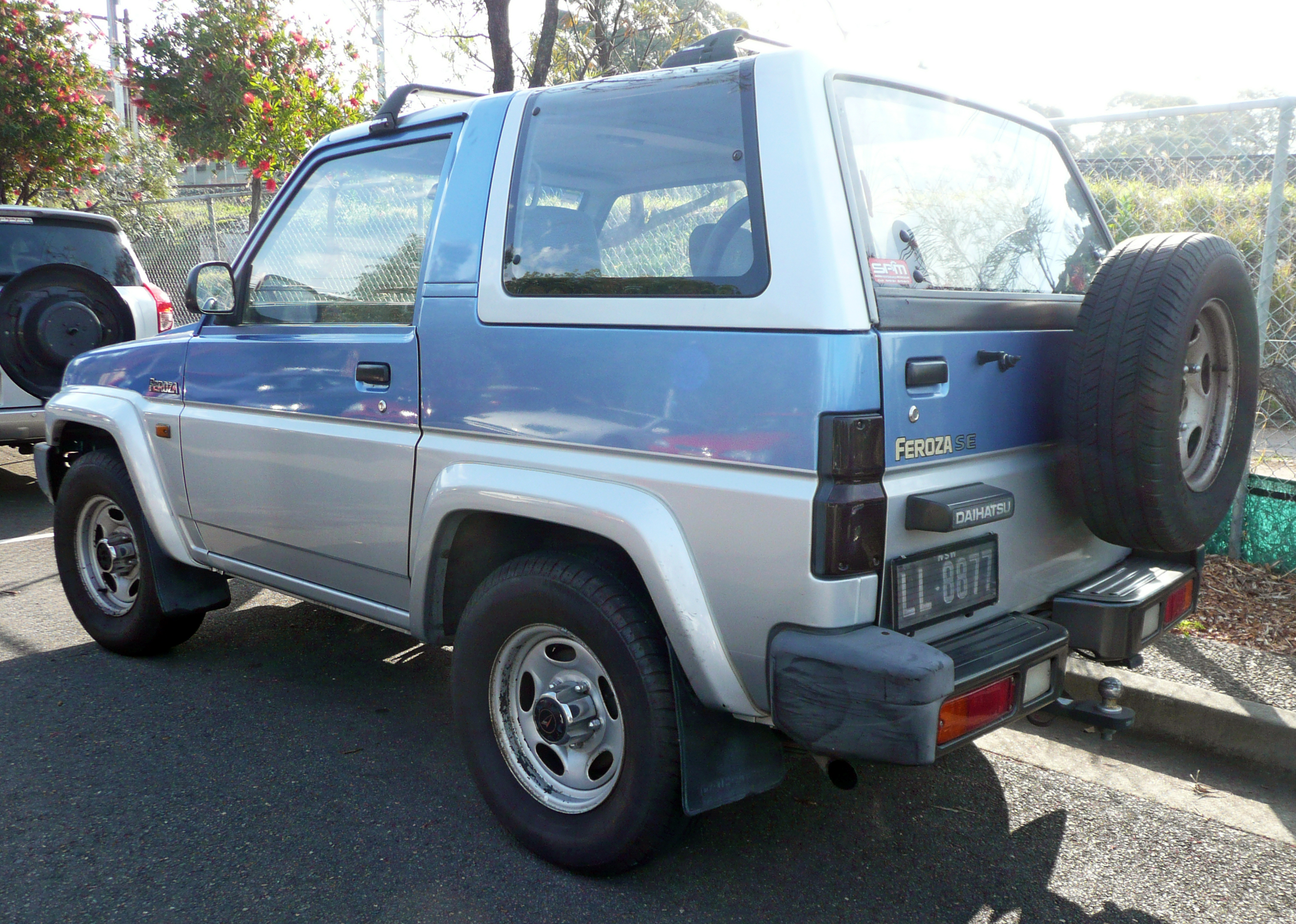
Heckansicht

Der Daihatsu Feroza ist ein Kleingeländewagen des japanischen Automobilherstellers Daihatsu.

## Geschichte und Daten
Die Produktion des Fahrzeuges begann 1989 und wurde 1999 eingestellt. Der Feroza war in mehreren Ausstattungsvarianten verfügbar und erhielt 1994 ein Facelift. Von 1989 bis 1991 war der Wagen mit einem 1,6 Liter Vergasermotor mit 86 PS ausgestattet (HD-C), danach wurde ein 1,6 Liter Benzinmotor mit 95 PS und Katalysator angeboten (HD-E).
Die Ähnlichkeit zwischen dem Feroza und seinem großen Bruder, dem Daihatsu Rocky, ist kaum zu übersehen. Beide sind Geländefahrzeuge mit zuschaltbarem Allradantrieb und Untersetzung, je nach Ausstattung auch mit Sperrdifferentialen, der Rocky verfügt jedoch über die größere Bodenfreiheit und den größeren Motor, so dass der Feroza in der Standardausführung für leichtes Gelände gedacht ist.
Das Fahrzeug wurde in den USA als Rocky vermarktet, in Japan als Rocky SX und in Großbritannien als Sportrak.
| Technische Daten                         | Technische Daten |
| ---------------------------------------- | ---------------- |
| Kraftstoffverbrauch nach ECE-Norm/100 km |                  |
| Stadtverkehr                             | 7,9 Liter        |
| bei 90 km/h                              | 7,6 Liter        |
| bei 120 km/h                             | 11,9 Liter       |
| Höchstgeschwindigkeit                    | 147 km/h         |
| Steigungleistung (100 % entspricht 45°)  | 85 %             |
| Böschungswinkel vorn/hinten              | 44°/31°          |
| Kippwinkel                               | 40°              |
| Anhängelast bei 12 % Steigung            |                  |
| gebremst                                 | 1500 kg          |
| ungebremst                               | 500 kg           |

Der Feroza gilt als Alternative zum Suzuki SJ (Samurai).

## Varianten
- Feroza EL (1989 bis 1995)
- Feroza EL II (1989 bis 1995), Modell mit zweifarbiger Lackierung
- Feroza SE (1994 bis 1999)
- Feroza SX (1994 bis 1999) seltene "Luxus" Version mit verstellbaren Stoßdämpfern und anderen Extras

## Facelift (1994 bis 1999)

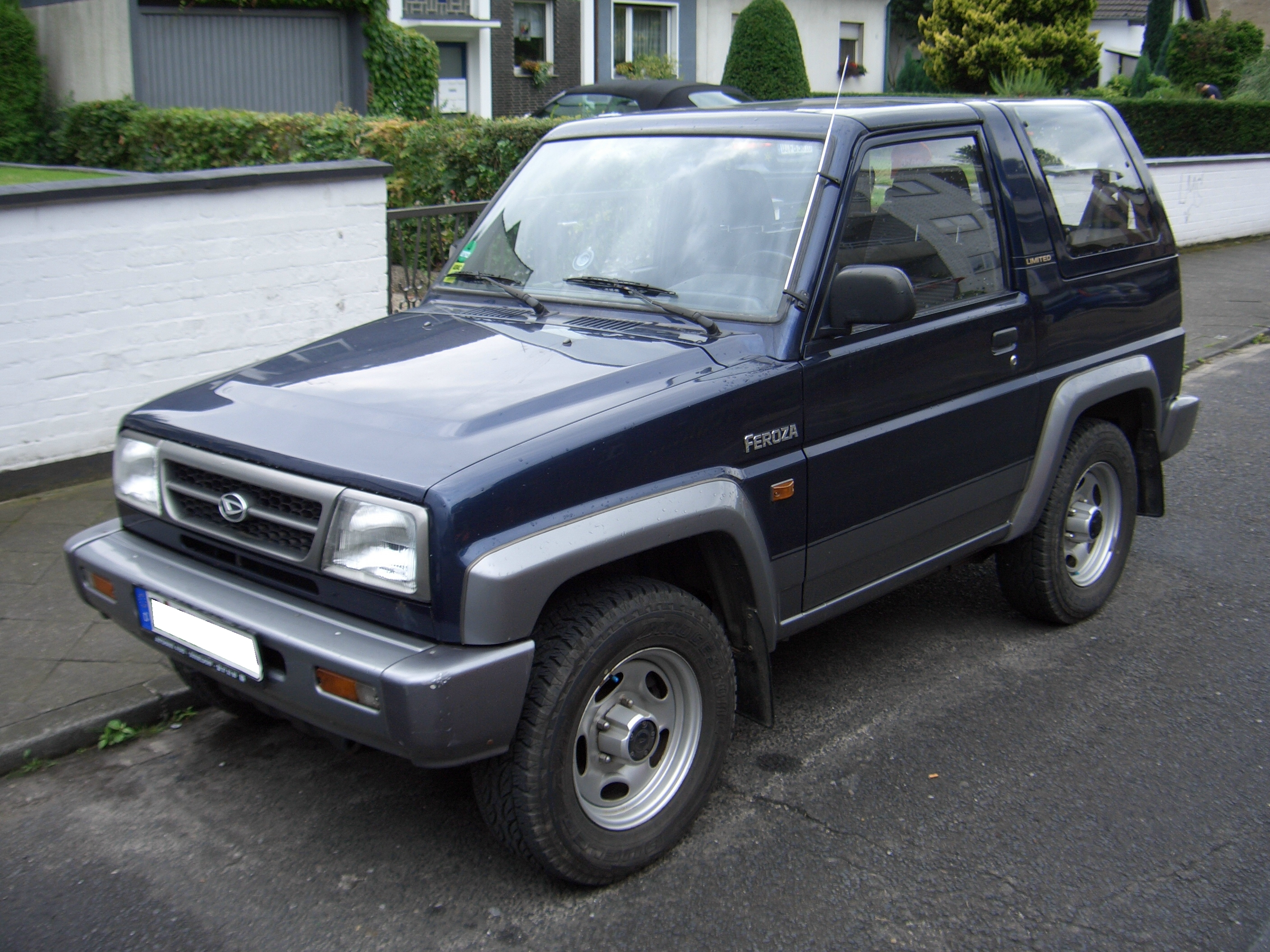
Daihatsu Feroza (Facelift)

Die Facelift Version wurde ab 1994 produziert und erhielt einige kleinere optische sowie technische Änderungen. So wurden zum Beispiel die Scheinwerfer und der Kühlergrill leicht modifiziert. Die Produktion des Facelift Modells und die seines Vorgängers lief einige Zeit parallel. Die für den Deutschen Markt bestimmte Produktion wurde 1997 eingestellt. Für einige andere Länder lief die Produktion allerdings noch bis 1999 weiter.